# Darryl Powell
Darryl Powell   (Lambeth, 15 de novembre de 1971) és un exfutbolista jamaicà de la dècada de 1990.
Fou 21 cops internacional amb la selecció de Jamaica. Pel que fa a clubs, destacà a Portsmouth FC, Derby County FC, Birmingham City FC, Sheffield Wednesday FC i Nottingham Forest FC, així com Colorado Rapids als Estats Units.